# George Winthrop Fairchild
George Winthrop Fairchild (6 de mayo de 1854 - 31 de diciembre de 1924), fue representante republicano por el Estado de Nueva York durante seis mandatos. Antes de unirse al Congreso, fue empresario e inversor, conocido por haber sido el presidente entre 1915 y 1924 de la Computing-Tabulating-Recording Company, que posteriormente se convirtió en IBM.

## Semblanza
Fairchild nació en Oneonta, New York, hijo de Jesse y de Belle Fairchild.
Su padre era un granjero de escasos recursos; y George y sus hermanos tuvieron que ayudar a su padre en la granja y tuvieron pocas oportunidades de estudiar. Asistió a la escuela local hasta los 14 años, cuando se convirtió en aprendiz de impresor.
De formación principalmente autodidacta, alcanzó la fama gracias a su propio esfuerzo e iniciativa. En 1890 se convirtió en el único propietario del Oneonta Herald, un periódico semanal. Fue pionero en la industria del registro de tiempo. En 1896, en asociación con su amigo Harlow N. Bundy, se incorporó a la Bundy Manufacturing Company, fabricante de relojes de fichaje, como inversor y director. En 1900, fundó la International Time Recording Company como agencia de ventas de la Bundy Manufacturing Company, Willard and Frick Manufacturing Company y Standard Time Stamp Company, que también fabricaba una grabadora de tarjetas.
En 1911, cuando se fundó la Computing-Tabulating-Recording Company gracias a la iniciativa de Charles R. Flint, Fairchild asumió la gestión de la nueva empresa. Posteriormente, accedió a la presidencia de la compañía y continuó en este cargo cuando, en febrero de 1924, CTR cambió su nombre a IBM. Fue presidente de IBM hasta su fallecimiento el 31 de diciembre de 1924.

### Carrera en el Congreso
Además de la industria manufacturera y el periodismo, Fairchild fue un político experimentado, elegido por el Partido Republicano para la sexagésima legislatura y para los cinco congresos posteriores (4 de marzo de 1907 - 3 de marzo de 1919), y delegado electo a la Convención Nacional Republicana por Nueva York en 1912 y 1916.
También fue elegido vicepresidente de la Conferencia Internacional de Paz, y resultó nombrado por el presidente Taft el 10 de agosto de 1910 como comisionado especial para el Primer Centenario de México en la Ciudad de México, con rango de ministro.

### Matrimonio y familia
Se casó con Josephine Mills Sherman, hija de William Sherman, de Davenport, condado de Delaware, Nueva York, el 18 de marzo de 1891.
Tuvieron un hijo, Sherman Fairchild, que nació el 7 de abril de 1896. Su casa en Oneonta, conocida como la Mansión Fairchild, fue inscrita en el Registro Nacional de Lugares Históricos en 1974.